# 糖醋

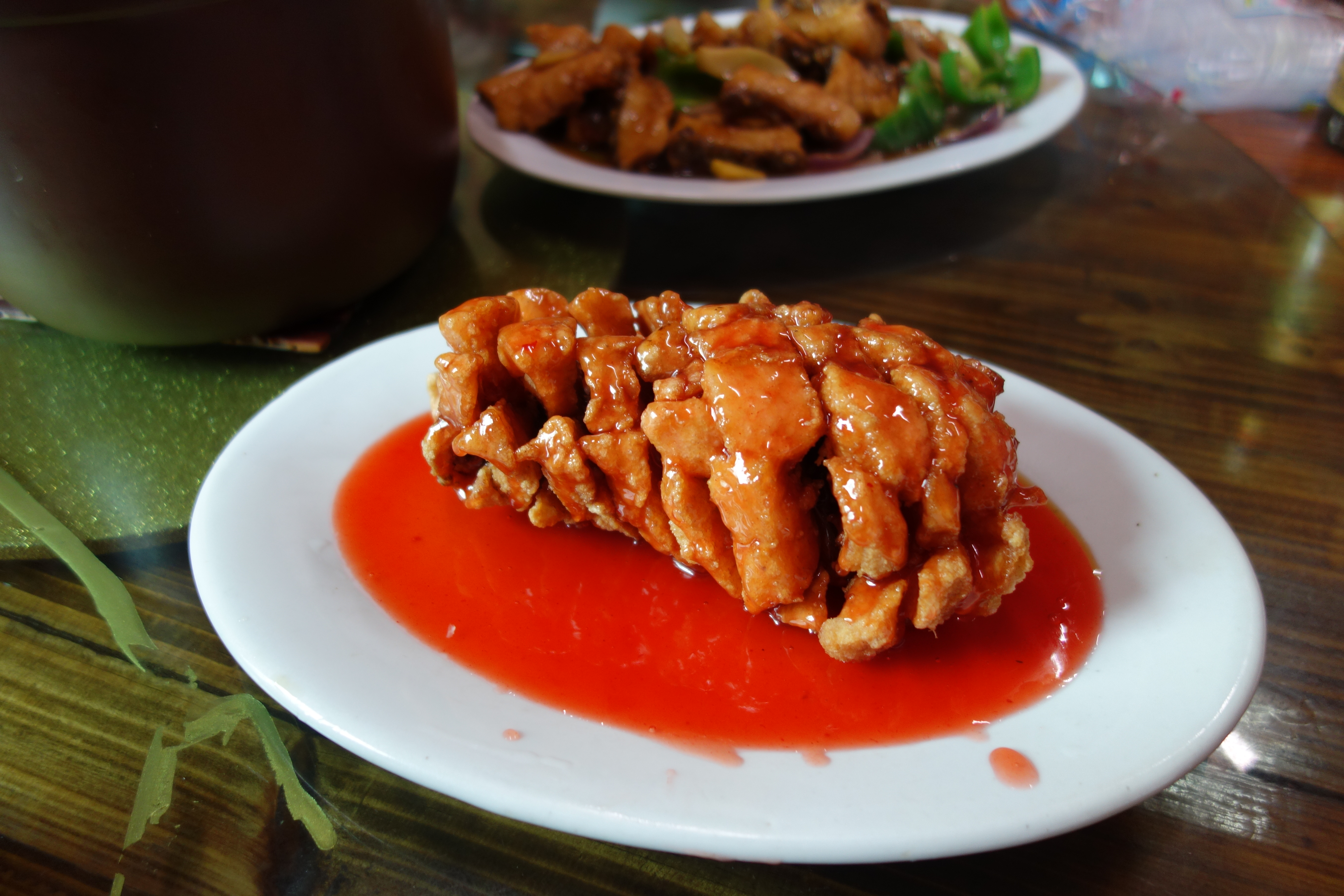
沾上糖醋酱的炸鱼

糖醋是中国菜裡面的一種燒法，涉及多种风格的酱汁、菜肴和烹饪方法，基本上就是醋和糖的混合物。自唐朝以来，中国、东亚、东南亚的菜餚都有引入糖醋，从中世纪英格蘭飲食也出現糖醋。 欧洲和美洲也有糖醋。糖醋菜肴在中国有着悠久的历史。唐代的《烧尾宴食单》里面就有提到糖醋菜餚。